# Gioco del Ponte

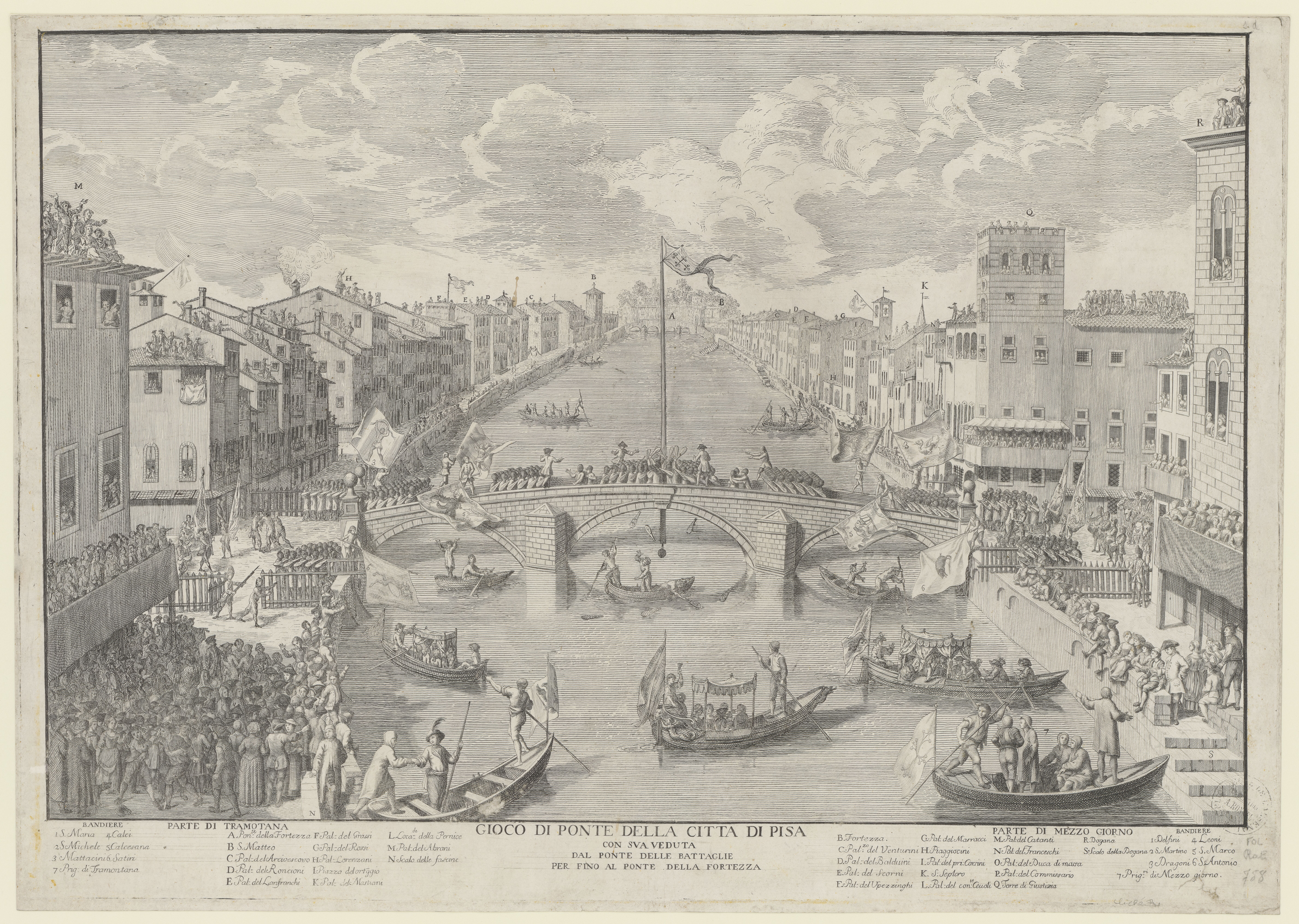
Una stampa settecentesca con il Gioco del Ponte.

Il Gioco del Ponte è una manifestazione storica che ogni anno, l'ultimo sabato di giugno (fino alla battaglia del 2008 compresa era l'ultima domenica di giugno), si svolge sul Ponte di Mezzo a Pisa.
Il Gioco, in cui si fronteggiano le Magistrature (che rappresentano i quartieri cittadini) riunite nelle Parti di Mezzogiorno e Tramontana (a sud e a nord dell'Arno), consiste, nella versione contemporanea, nella spinta di un carrello lungo un binario appositamente montato sul Ponte di Mezzo. Prima della Battaglia si svolge il corteo storico, composto da 710 figuranti, dei quali 41 a cavallo, tutti in costume stile cinquecentesco spagnolo. Il corteo si snoda sulle quattro strade che costeggiano il tratto centrale cittadino del fiume Arno (i cosiddetti Lungarni), in senso antiorario.

## Storia
Anticamente, al tempo della Repubblica di Pisa, esisteva un gioco chiamato Mazzascudo in cui si sfidavano cittadini di Pisa divisi in due distinte fazioni: una definita della Gazza, i cui soldati erano contraddistinti da elmi di color vermiglio, e l'altra del Gallo, con il color dorè. La battaglia si disputava nell'attuale Piazza dei Cavalieri, che all'epoca si chiamava Piazza degli Anziani (o delle Sette Vie).

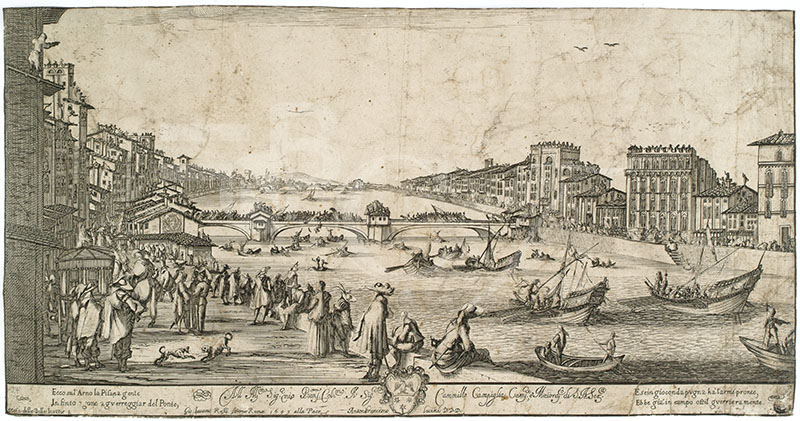
Vista di Pisa durante il Gioco del Ponte, incisione di Anton Francesco Lucini, disegno di Stefano della Bella (1649).

Tale disfida si teneva il giorno di Sant'Antonio Abate (17 gennaio) e continuava per tutto il periodo del carnevale, per interrompersi con l'inizio della Quaresima.
Le regole precise della disputa non sono pervenute fino alla nostra epoca, per lo più tramandate oralmente, ma di sicuro si trattava di un gioco violento, combattuto, come suggerisce il nome, con mazze (o un bastone) e scudi (in legno o vimini), in cui si fronteggiavano inizialmente singoli combattenti, per concludersi poi con una battaglia tra le due Fazioni, finalizzata alla conquista di un grande spazio delimitato da catene. Tale evento con ogni probabilità serviva da allenamento per i soldati delle Societates Armorum cittadine, sempre pronti a combattere per l'orgogliosissima Repubblica Pisana: questa ipotesi è supportata da Camillo Ranieri Borghi, che ne sostiene l'origine greca. Tale teoria viene rafforzata dal fatto che questo gioco fu vietato dai fiorentini nel 1407, all'indomani dell'occupazione (che avvenne il 9 ottobre 1406), evidentemente non solo per sopprimere un ulteriore ricordo di Pisa libera.
Nel corso dei secoli, il Gioco è stato più volte ripristinato e interrotto, subendo progressive modifiche alla formula originale. In ogni caso, esso ha sempre rappresentato la ripresa delle armi da parte degli indomiti cittadini pisani contro gli odiati fiorentini. In seguito, con l'istituzione del Granducato di Toscana, i Medici inventarono una disputa che venne collocata sul Ponte di Mezzo e, alle mazze e agli scudi, fu sostituito il Targone, una tavola di legno coi colori delle squadre cittadine, larga a un'estremità e stretta all'altra, e la città divisa in due fazioni separate dall'Arno, a sud Mezzogiorno o Austro e a nord Borea o Tramontana. L'ultima battaglia disputata con questo sistema risale al 6 febbraio 1807, quando la regina reggente d'Etruria, Maria Luisa, dopo aver assistito alla cruenza della manifestazione, sospese nuovamente il Gioco, pronunciando la celebre frase: "Per gioco è troppo, per guerra è poco."
Dopo centoventi anni di assenza, nel XX secolo la tradizione venne ripresa dagli studenti universitari durante la festa delle matricole del 1927, durante la quale venne realizzato un elaborato corteo in costume. Solamente a partire dal 1935 venne realizzata la versione moderna del Gioco, a cui assistette Vittorio Emanuele III con tutta la famiglia reale. È proprio nel 1935 che furono ideati i costumi in stile seicentesco spagnolo. Il Gioco non venne ripetuto l'anno successivo per via della guerra in Etiopia, ma riprese subito nel 1937, raccogliendo ancora un grande successo di pubblico.
Un'ulteriore pausa si ebbe a causa della seconda guerra mondiale e del conseguente abbattimento del Ponte di Mezzo. Con la sua ricostruzione post-bellica, le dispute ricominciarono ma solo fino al 1963. L'interruzione è durata fino al 1982, quando, grazie soprattutto all'Associazione Amici del Gioco del Ponte, si concretizzò il ripristino del Gioco: da allora il Gioco del Ponte è stato sempre proposto nonostante l'interesse altalenante dei cittadini e delle istituzioni.
Nel periodo storico le squadre e le loro bandiere erano
Nelle tre battaglie (1935, 1937, 1938) del periodo fra le due guerre mondiali il reclutamento era basato sulla suddivisione in rioni (Sant'Antonio, San Martino, San Marco, Porta Fiorentina, San Pietro a Grado, Porta a Mare per la Parte di Mezzogiorno; Santa Maria, Porta a Piagge, Campo, Porta a Lucca, S. Francesco, Barbaricina per la Parte di Tramontana) e la prassi rimane nel periodo postbellico a cui partecipano solo cinque squadre per ogni parte (Sant'Antonio, San Martino, San Marco, Porta Fiorentina, Marina per la Parte di Mezzogiorno; Santa Maria, San Michele, Porta a Lucca, S. Francesco, Porta Nuova per la Parte di Tramontana).
Si ritorna a sei squadre per ogni parte col ripristino del 1982 ma, mentre la Parte di Mezzogiorno ritorna allo schema originale, la Parte di Tramontana vede una parziale ridistribuzioni delle bandiere: mentre Santa Maria, Mattaccini e Satiri hanno di nuovo i loro colori; San Francesco prende i colori di San Michele e questi quelli di Calcesana; la sesta squadra prende i colori di Calci e il nome prima di Calcesana e, nel 1989, di Calci.

## Organizzazione delle Parti

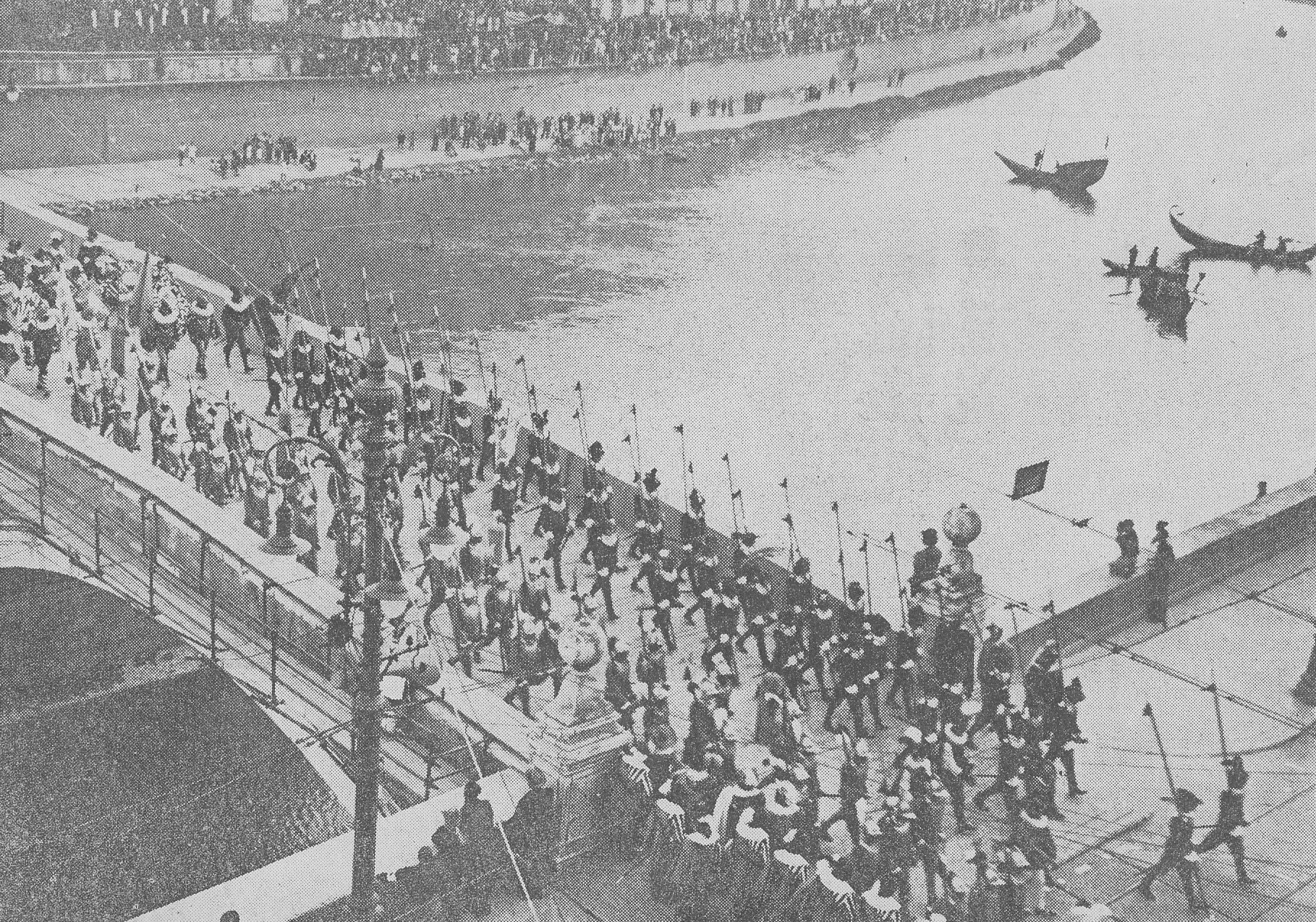
Corteo in costume sul Ponte di Mezzo, nel 1935.

Il Gioco del Ponte si svolge una volta all'anno, l'ultima domenica di giugno fino all'anno 2008, dal 2009 la manifestazione è stata spostata all'ultimo sabato di giugno (alla sera prima quindi) con partenza del corteo (che in termini storici è denominato Mostra, o Marcia) alle ore 20. L'organizzazione si snoda lungo tutto l'anno, con manifestazioni collaterali, benedizione della propria bandiera e battaglie minori (con squadre di 2, 4, 8 combattenti) in varie località della Provincia di Pisa, divulgazioni nelle scuole, ritrovi conviviali nei quartieri e nelle Parti, e ovviamente con la preparazione dal punto di vista prettamente "militare", ovvero l'allenamento delle Squadre per la Battaglia. Ogni Squadra di solito incomincia la preparazione dal mese di gennaio, effettuando, nella propria sede, almeno due allenamenti alla settimana.
È previsto che le due Parti abbiano un preciso organigramma interno. La guida spetta al Comando di Parte, che si compone del Capitano Generale, che rappresenta la massima carica e ne dirige l'organizzazione generale (corteo, iniziative nei quartieri, cerimonie varie, ecc.), del Luogotenente Generale, che rappresenta la massima autorità militare e dirige l'organizzazione militare della Parte. Essi sono assistiti, rispettivamente, dal Consigliere Civile e dal Consigliere Militare, e da un Cancelliere ciascuno.
A sua volta, ogni Parte è suddivisa in sei Magistrature, in rappresentanza dei quartieri cittadini. Ognuna di esse è guidata da un Magistrato, coadiuvato dall'Ufficiale Addetto e da tre Consiglieri di Magistratura. I Magistrati sono anche membri del Comando di Parte. Ogni Magistratura, con un lavoro minuzioso che dura praticamente tutto l'anno, organizza la propria Squadra, guidata dal Capitano, ovvero colui che ne cura la preparazione atletica e tecnica nei mesi precedenti la battaglia e la comanda durante i combattimenti, e composta da 20 Combattenti, uno dei quali, solitamente il più esperto, ricopre la carica di Caposchiera (per usare un termine calcistico, l'allenatore in campo, ovvero quello che durante il combattimento trasmette le sensazioni al capitano, e quest'ultimo, di conseguenza, decide i comandi da impartire alla squadra). 
Nella Marcia, ogni Magistratura è rappresentata dalla Comparsa, composta da: 2 tamburini di squadra, 1 alfiere sbandieratore, 1 paggio porta insegna, 1 Magistrato, 1 Capitano, 20 Combattenti.
Le due Parti e le loro Magistrature (con i motti) elencate in ordine di corteo:

Combattente dei Satiri degli anni '80

### Parte di Tramontana (nord dell'Arno)
- Magistratura di Santa Maria: "Alla giornata"
- Magistratura di San Francesco: "M'arde d'onor la fiamma"
- Magistratura di San Michele: "Melius est dare quam accipere"
- Magistratura dei Mattaccini: "Vincere bisogna"
- Magistratura dei Satiri: "Vecchio e decrepito io sono ma portami rispetto o ti bastono"
- Magistratura di Calci: "Numquam retrorsum"

### Parte di Mezzogiorno (sud dell'Arno)
- Magistratura di Sant'Antonio: "Pisa a pugnare invitta, a vincer nata"
- Magistratura di San Martino: "Pisa tremar fa l'acque e la terra"
- Magistratura di San Marco: "Forte Pisa alle prove"
- Magistratura dei Leoni: "Virtus unita fortis"
- Magistratura dei Dragoni: "Sum felix, velix"
- Magistratura dei Delfini: "Senza temer tempesta"

## Svolgimento del Gioco
L'assetto moderno del Gioco prevedeva, sino alla fine del secolo scorso, sei combattimenti tra le 12 Magistrature, più una eventuale sfida di spareggio, combattuta tra due squadre composte dai migliori combattenti delle Parti (dette "nazionali"). 
Allo scopo di renderlo più coerente alla storia e alla sua stessa natura di scontro fra le due Parti della città, e non fra quartieri, puntando ad arrivare ad un unico combattimento, il Gioco del Ponte per alcuni anni si è svolto tra quattro squadre, due per Parte, composte ciascuna da trenta combattenti, e prevedeva una eventuale "bella " di spareggio. Vinceva la Parte che totalizzava due punti.

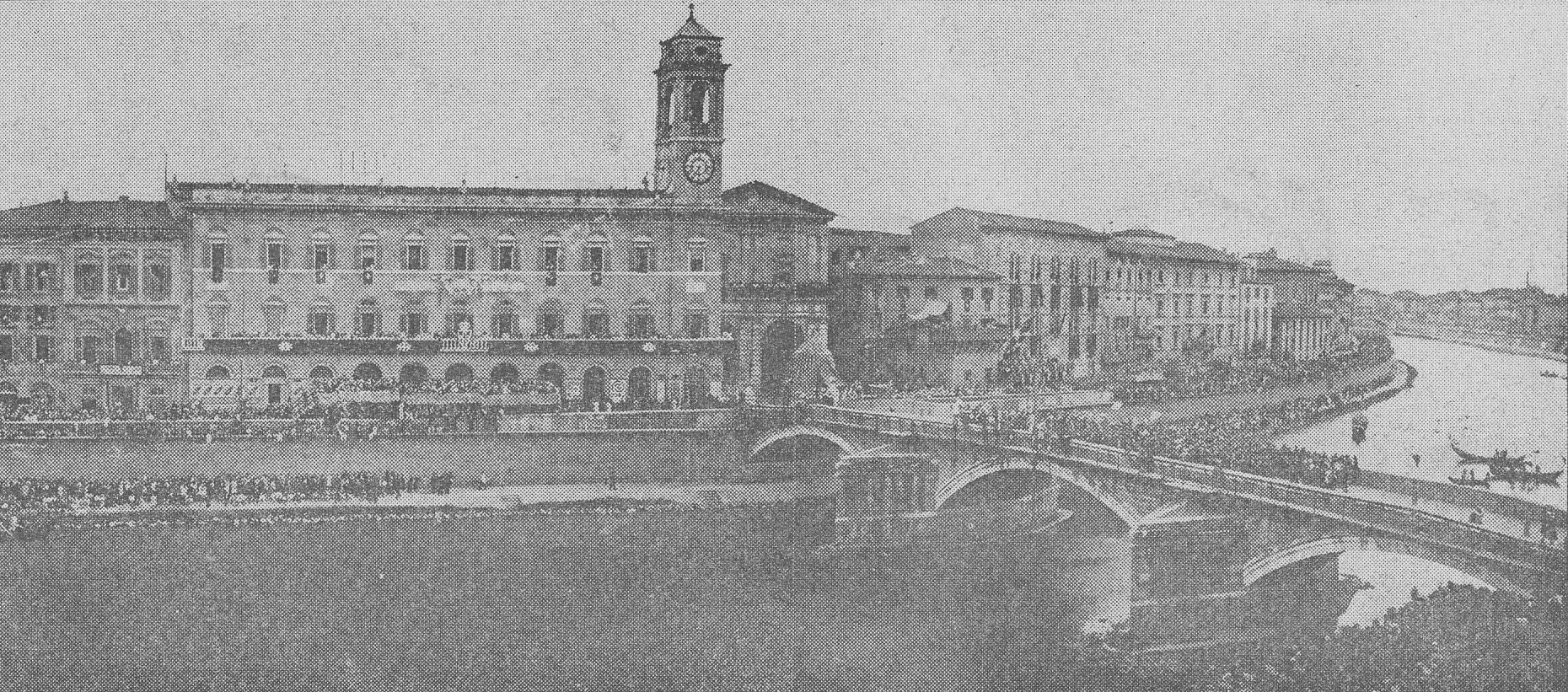
Gioco del Ponte del 29 giugno 1935.

A partire dalla Battaglia del 2007, il Gioco viene gestito da una apposita Fondazione, che determina il regolamento, ne gestisce le pubbliche relazioni e le finanze. La stessa Fondazione, nell'ambito di un piano di rilancio del Gioco del Ponte in ambito pisano e nazionale, ha rivisto il regolamento in occasione della Battaglia del 2008. Questa, infatti, ha visto di nuovo la partecipazione delle 12 Magistrature e, tra le altre innovazioni, è stato introdotto un combattimento fra due squadre composte di combattenti under-25. Questo particolare combattimento, che vale 1,5 punti e quindi elimina di fatto la necessità dello spareggio, deve durare al massimo 4 minuti dal via e prevede che dei 20 combattenti di una squadra, 10 siano subito schierati sotto il carrello e 10 montino, 2 ogni 30 secondi, durante il combattimento stesso. Ciò è stato deciso con l'intenzione di conferire dinamicità al Gioco, in modo da risultare più avvincente anche per il pubblico.
Dal 2010 si è tornati all'assetto di sei combattimenti con eventuale spareggio, dato che ormai tanti anni di autonomia delle 12 squadre hanno determinato una deleteria "quartierizzazione" della Battaglia.
Indipendentemente dal numero delle Magistrature partecipanti, comunque, un combattimento si svolge con le stesse regole di base. Quando una squadra è chiamata al combattimento si dirige sul ponte, dove le viene aperto il canapo, e i combattenti vengono punzonati al fine di riconoscerli. Una volta schierati ai due lati del "carrello", che si trova bloccato in posizione di partenza, ovvero centrale sul ponte, i Capitani li preparano per la partenza ordinando di esercitare la massima spinta possibile. Quando i capitani ritengono che la pressione esercitata sia adeguata, danno comune consenso al giudice di gara, il quale spara un colpo a salve e sgancia immediatamente il carrello che è dunque libero di muoversi lungo i binari. A questo punto, sta nella forza relativa delle due Squadre determinare la durata e l'intensità del combattimento stesso, che può durare da pochi secondi a decine di minuti: il record attuale è di 25 minuti e 37 secondi, stabilito nel 2018 nello spareggio, con vittoria di Mezzogiorno, guidato da Franco Ceccanti, mentre quello di brevità risale al 2010 in cui i Dragoni vinsero su Santa Maria in 11 secondi.
L'obiettivo del gioco è spingere il carrello verso la parte avversaria; il combattimento termina quando cade la bandierina di fine corsa, da un lato o dall'altro. Durante il combattimento, che oltre alla forza è determinato anche dall'astuzia e dall'esperienza dei Capitani e dei combattenti, si distinguono fasi di "pressione", in cui una squadra lentamente ma inesorabilmente aumenta appunto la forza con cui spinge, e fasi di "attacco", che generalmente si realizza quando una squadra, all'unisono, effettua un piegamento sulle gambe. L'attacco si dice che "entra" quando i combattenti della squadra che attacca riescono a distendersi sotto il tubo a seguito del piegamento, avendo dunque guadagnato preziosi centimetri.

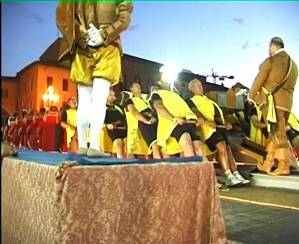
Gioco del Ponte 2004, San Michele contro San Martino.

La posizione della spinta, frutto di anni di esperienza e raggiunta per approssimazioni successive, si ottiene poggiando il collo e le spalle sui bracci del carrello, spingendo quindi all'indietro. Il regolamento prevede che si possano utilizzare alcuni dispositivi di protezione individuale:
- un cuscino, rigido o meno, di materiale vario, che viene posizionato tra le spalle del combattente e il tubo del carrello;
- una cintura, generalmente di cuoio pesante (simile a quelle usate per il sollevamento pesi) a protezione della schiena, cui è attaccato un bastone che serve al combattente per poggiarvi le mani ed esercitare una spinta anche con le braccia;
- scarpe, generalmente modificate, con una sorta di tacco sulla punta in modo da mantenere il naturale angolo retto tra la caviglia e la gamba, altrimenti impossibile data la peculiare posizione di spinta. Dalla Battaglia del 2022 le scarpe sono state ulteriormente regolamentate, diminuendo l'altezza del tacco al fine di rendere il Gioco più dinamico.

Controversie esistono in merito all'uso di bustini, corpetti rigidi e quant'altro atto a tutelare la schiena nel momento della spinta. Il regolamento tecnico attuale non vieta però espressamente l'impiego di tali ausili tecnici.
Dal 2015 alla Parte vittoriosa va in premio un Palio appositamente dipinto da un pittore. In quell'anno l'opera, vinta da Tramontana, fu realizzata dal maestro Alberto Berti.

## Gergo tecnico
Alcuni termini, pur con marcate differenze tra le Magistrature, vengono utilizzati dal Capitano e dai combattenti per comunicare durante lo svolgimento del combattimento:
- "entra ": quando il Capitano chiama i combattenti a esercitare la pressione costante o a caricare in vista di un attacco, oppure quando un attacco è andato a buon fine ("l'attacco è entrato"); ogni Capitano fa intendere ai propri combattenti quando è il momento di attaccare e quindi caricare con modalità diverse e tenute gelosamente segrete, per non lasciare troppo agio all'avversario nell'interpretare le sue mosse;
- "venire indietro ": quando la squadra soffre e deve quindi effettuare dei passi avanti, perdendo centimetri di corsa del carrello, per potersi riposizionare stabilmente;
- "steccarsi ": si dice dell'atto di riprendere la corretta posizione di spinta sotto il carrello;
- "dondolino ": un intenso scambio di attacchi tra le due squadre; una squadra attacca, l'avversaria riceve l'attacco e risponde a sua volta con un attacco e così via sino a che una delle due squadre riesce a "fare entrare" in maniera definitiva l'attacco;
- "vuoto ": si dice quando si avverte un calo di pressione da parte della squadra avversaria ed è, in genere, il momento di attaccare;
- "su di vita": un moderato aumento di pressione che si esercita non con le gambe, ma con le braccia e la schiena;
- "eccoli ": esortazione del Capitano che intuisce l'arrivo di un attacco da parte dell'avversario e chiama i suoi combattenti a esercitare la massima resistenza;
- "rincalzare ": si dice dell'atto di accrescere la pressione esercitata dal combattente con la moderata flessione di una gamba.

Come detto, ogni Magistratura sviluppa un proprio gergo e segnali convenzionali per gestire, incompresa dall'avversario, il combattimento. Tra i combattenti si possono distinguere alcuni ruoli convenzionali, propri forse di un'epoca passata del Gioco. A seconda delle caratteristiche fisiche e di spinta del combattente, questo si può quindi classificare in "combattente di tenuta" quando questi riesca a esercitare una spinta considerevole per un periodo prolungato di tempo, o in "combattente da massimale", quando questi riesca ad avere un massimale di spinta molto considerevole. Combattenti di eccezionali doti fisiche possono manifestare entrambe le caratteristiche. Inoltre, a seconda della posizione sul tubo, si distingue in "interno" ed "esterno": l'esterno è generalmente un combattente molto potente, che è in grado di esercitare una forte pressione istantanea sul tubo mentre l'interno, generalmente più basso di statura ma non necessariamente meno potente dell'esterno, regge il tubo al compagno una volta che questi abbia esaurito il suo spunto e necessiti di un momento di riposo per steccarsi e rientrare in pressione.
Da notare che il Gioco del Ponte disputato col carrello, ideato da Ferruccio Giovannini, ha sempre suscitato molte critiche in città e fuori, a causa della sua staticità e soprattutto del suo snaturamento: il Gioco del Ponte, infatti, per sua natura è sempre stato lo scontro fra le due Parti della città di Pisa (Tramontana e Mezzogiorno), non tra i quartieri. Dal 2022 per diminuire la staticità e rendere più dinamico il combattimento sono state introdotte delle nuove regole sull'equipaggiamento.

## Albo d'oro
| Anno        | Vincitore                             | Risultato                             | Squadra di Tramontana                 | Squadra di Mezzogiorno                | Durata dello scontro                  |
| ----------- | ------------------------------------- | ------------------------------------- | ------------------------------------- | ------------------------------------- | ------------------------------------- |
| 2025        | Mezzogiorno                           | 4-3 dopo spareggio                    | Santa Maria                           | Dragoni                               | 06'00"                                |
| 2025        | Mezzogiorno                           | 4-3 dopo spareggio                    | Mattaccini                            | Delfini                               | 10'48"                                |
| 2025        | Mezzogiorno                           | 4-3 dopo spareggio                    | Calci                                 | Sant'Antonio                          | 25'50"                                |
| 2025        | Mezzogiorno                           | 4-3 dopo spareggio                    | San Michele                           | Leoni                                 | 01'18"                                |
| 2025        | Mezzogiorno                           | 4-3 dopo spareggio                    | Satiri                                | San Marco                             | 06'04"                                |
| 2025        | Mezzogiorno                           | 4-3 dopo spareggio                    | San Francesco                         | San Martino                           | 07'06"                                |
| 2025        | Mezzogiorno                           | 4-3 dopo spareggio                    | Tramontana                            | Mezzogiorno                           | 22'26"                                |
| 2024        | Mezzogiorno                           | 4-3 dopo spareggio                    | Satiri                                | Delfini                               | 09'40"                                |
| 2024        | Mezzogiorno                           | 4-3 dopo spareggio                    | Santa Maria                           | Leoni                                 | 05'27"                                |
| 2024        | Mezzogiorno                           | 4-3 dopo spareggio                    | Calci                                 | San Marco                             | 17'59"                                |
| 2024        | Mezzogiorno                           | 4-3 dopo spareggio                    | San Francesco                         | Sant'Antonio                          | 18'58"                                |
| 2024        | Mezzogiorno                           | 4-3 dopo spareggio                    | San Michele                           | San Martino                           | 23'22"                                |
| 2024        | Mezzogiorno                           | 4-3 dopo spareggio                    | Mattaccini                            | Dragoni                               | 04'53"                                |
| 2024        | Mezzogiorno                           | 4-3 dopo spareggio                    | Tramontana                            | Mezzogiorno                           | 10'44"                                |
| 2023        | Tramontana                            | 4-3 dopo spareggio                    | Mattaccini                            | San Marco                             | 09'09"                                |
| 2023        | Tramontana                            | 4-3 dopo spareggio                    | San Francesco                         | Leoni                                 | 04'18"                                |
| 2023        | Tramontana                            | 4-3 dopo spareggio                    | Satiri                                | Dragoni                               | 07'28"                                |
| 2023        | Tramontana                            | 4-3 dopo spareggio                    | Santa Maria                           | Delfini                               | 02'59"                                |
| 2023        | Tramontana                            | 4-3 dopo spareggio                    | San Michele                           | San Martino                           | 21'26"                                |
| 2023        | Tramontana                            | 4-3 dopo spareggio                    | Calci                                 | Sant'Antonio                          | 00'35"                                |
| 2023        | Tramontana                            | 4-3 dopo spareggio                    | Tramontana                            | Mezzogiorno                           | 13'08"                                |
| 2022        | Tramontana                            | 4-2                                   | San Francesco                         | San Marco                             | 15'50"                                |
| 2022        | Tramontana                            | 4-2                                   | Satiri                                | Leoni                                 | 2'30"                                 |
| 2022        | Tramontana                            | 4-2                                   | Calci                                 | San Martino                           | 5'17"                                 |
| 2022        | Tramontana                            | 4-2                                   | Santa Maria                           | Dragoni                               | 12'15"                                |
| 2022        | Tramontana                            | 4-2                                   | San Michele                           | Sant'Antonio                          | a tavolino                            |
| 2022        | Tramontana                            | 4-2                                   | Mattaccini                            | Delfini                               | 7'23"                                 |
| 2020-2021   | Edizioni non disputate causa Covid-19 | Edizioni non disputate causa Covid-19 | Edizioni non disputate causa Covid-19 | Edizioni non disputate causa Covid-19 | Edizioni non disputate causa Covid-19 |
| 2019        | Tramontana                            | 4-2                                   | Santa Maria                           | Leoni                                 | 6'07"                                 |
| 2019        | Tramontana                            | 4-2                                   | San Francesco                         | San Marco                             | 8'36"                                 |
| 2019        | Tramontana                            | 4-2                                   | Satiri                                | Dragoni                               | 0'43"                                 |
| 2019        | Tramontana                            | 4-2                                   | Calci                                 | Sant'Antonio                          | 9'13"                                 |
| 2019        | Tramontana                            | 4-2                                   | Mattaccini                            | Delfini                               | 4'30"                                 |
| 2019        | Tramontana                            | 4-2                                   | San Michele                           | San Martino                           | 21'04"                                |
| 2018        | Mezzogiorno                           | 4-3 dopo spareggio                    | Mattaccini                            | Sant'Antonio                          | 7'16"                                 |
| 2018        | Mezzogiorno                           | 4-3 dopo spareggio                    | San Francesco                         | Delfini                               | 2'55"                                 |
| 2018        | Mezzogiorno                           | 4-3 dopo spareggio                    | Satiri                                | San Marco                             | 2'12"                                 |
| 2018        | Mezzogiorno                           | 4-3 dopo spareggio                    | Calci                                 | Dragoni                               | 5'40"                                 |
| 2018        | Mezzogiorno                           | 4-3 dopo spareggio                    | San Michele                           | Leoni                                 | 4'51"                                 |
| 2018        | Mezzogiorno                           | 4-3 dopo spareggio                    | Santa Maria                           | San Martino                           | 4'23"                                 |
| 2018        | Mezzogiorno                           | 4-3 dopo spareggio                    | Tramontana                            | Mezzogiorno                           | 25'37"                                |
| 2017        | Tramontana                            | 4-2                                   | Calci                                 | Dragoni                               | 9'19"                                 |
| 2017        | Tramontana                            | 4-2                                   | San Francesco                         | San Marco                             | 5'15"                                 |
| 2017        | Tramontana                            | 4-2                                   | Mattaccini                            | Delfini                               | 1'27"                                 |
| 2017        | Tramontana                            | 4-2                                   | Satiri                                | Leoni                                 | 5'33"                                 |
| 2017        | Tramontana                            | 4-2                                   | San Michele                           | San Martino                           | 15'29"                                |
| 2017        | Tramontana                            | 4-2                                   | Santa Maria                           | Sant'Antonio                          | 3'08"                                 |
| 2016        | Mezzogiorno                           | 4-3 dopo spareggio                    | Calci                                 | Delfini                               | 10'15"                                |
| 2016        | Mezzogiorno                           | 4-3 dopo spareggio                    | Santa Maria                           | Dragoni                               | 11'30"                                |
| 2016        | Mezzogiorno                           | 4-3 dopo spareggio                    | Mattaccini                            | Sant'Antonio                          | 6'19"                                 |
| 2016        | Mezzogiorno                           | 4-3 dopo spareggio                    | Satiri                                | San Martino                           | 2'40"                                 |
| 2016        | Mezzogiorno                           | 4-3 dopo spareggio                    | San Francesco                         | Leoni                                 | 3'50"                                 |
| 2016        | Mezzogiorno                           | 4-3 dopo spareggio                    | San Michele                           | San Marco                             | 21'11"                                |
| 2016        | Mezzogiorno                           | 4-3 dopo spareggio                    | Tramontana                            | Mezzogiorno                           | 10'50"                                |
| 2015        | Tramontana                            | 4-3 dopo spareggio                    | Satiri                                | Delfini                               | 0'43"                                 |
| 2015        | Tramontana                            | 4-3 dopo spareggio                    | Santa Maria                           | Dragoni                               | 6'49"                                 |
| 2015        | Tramontana                            | 4-3 dopo spareggio                    | Calci                                 | San Martino                           | 4'42"                                 |
| 2015        | Tramontana                            | 4-3 dopo spareggio                    | San Francesco                         | Sant'Antonio                          | 11'40"                                |
| 2015        | Tramontana                            | 4-3 dopo spareggio                    | San Michele                           | San Marco                             | 23'18"                                |
| 2015        | Tramontana                            | 4-3 dopo spareggio                    | Mattaccini                            | Leoni                                 | 6'46"                                 |
| 2015        | Tramontana                            | 4-3 dopo spareggio                    | Tramontana                            | Mezzogiorno                           | 14'42"                                |
| 2014        | Tramontana                            | 4-3 dopo spareggio                    | Santa Maria                           | Dragoni                               | 3'45"                                 |
| 2014        | Tramontana                            | 4-3 dopo spareggio                    | San Michele                           | San Marco                             | 6'36"                                 |
| 2014        | Tramontana                            | 4-3 dopo spareggio                    | San Francesco                         | Sant'Antonio                          | 22'33"                                |
| 2014        | Tramontana                            | 4-3 dopo spareggio                    | Calci                                 | Delfini                               | 2'15"                                 |
| 2014        | Tramontana                            | 4-3 dopo spareggio                    | Mattaccini                            | San Martino                           | 4'16"                                 |
| 2014        | Tramontana                            | 4-3 dopo spareggio                    | Satiri                                | Leoni                                 | 1'43"                                 |
| 2014        | Tramontana                            | 4-3 dopo spareggio                    | Tramontana                            | Mezzogiorno                           | 12'53"                                |
| 2013        | Tramontana                            | 5-1                                   | Calci                                 | Leoni                                 | 12'42"                                |
| 2013        | Tramontana                            | 5-1                                   | Santa Maria                           | Delfini                               | 9'20"                                 |
| 2013        | Tramontana                            | 5-1                                   | Satiri                                | San Martino                           | 1'33"                                 |
| 2013        | Tramontana                            | 5-1                                   | San Francesco                         | Sant'Antonio                          | 13'33"                                |
| 2013        | Tramontana                            | 5-1                                   | San Michele                           | Dragoni                               | 3'36"                                 |
| 2013        | Tramontana                            | 5-1                                   | Mattaccini                            | San Marco                             | 4'57"                                 |
| 2012        | Tramontana                            | 4-3 dopo spareggio                    | San Francesco                         | San Martino                           | 8'35"                                 |
| 2012        | Tramontana                            | 4-3 dopo spareggio                    | Satiri                                | Sant'Antonio                          | 2'11"                                 |
| 2012        | Tramontana                            | 4-3 dopo spareggio                    | Mattaccini                            | San Marco                             | 3'26"                                 |
| 2012        | Tramontana                            | 4-3 dopo spareggio                    | Santa Maria                           | Delfini                               | 2'00"                                 |
| 2012        | Tramontana                            | 4-3 dopo spareggio                    | Calci                                 | Leoni                                 | 9'14"                                 |
| 2012        | Tramontana                            | 4-3 dopo spareggio                    | San Michele                           | Dragoni                               | 6'13"                                 |
| 2012        | Tramontana                            | 4-3 dopo spareggio                    | Tramontana                            | Mezzogiorno                           | 6'02"                                 |
| 2011        | Mezzogiorno                           | 4-2                                   | San Francesco                         | San Martino                           | 3'51"                                 |
| 2011        | Mezzogiorno                           | 4-2                                   | Santa Maria                           | San Marco                             | 0'44"                                 |
| 2011        | Mezzogiorno                           | 4-2                                   | San Michele                           | Dragoni                               | 5'18"                                 |
| 2011        | Mezzogiorno                           | 4-2                                   | Satiri                                | Leoni                                 | 4'29"                                 |
| 2011        | Mezzogiorno                           | 4-2                                   | Mattaccini                            | Sant'Antonio                          | 9'28"                                 |
| 2011        | Mezzogiorno                           | 4-2                                   | Calci                                 | Delfini                               | 1'21"                                 |
| 2010        | Tramontana                            | 4-3 dopo spareggio                    | Calci                                 | Sant'Antonio                          | 3'38"                                 |
| 2010        | Tramontana                            | 4-3 dopo spareggio                    | Mattaccini                            | San Martino                           | 6'00"                                 |
| 2010        | Tramontana                            | 4-3 dopo spareggio                    | Satiri                                | San Marco                             | 0'43"                                 |
| 2010        | Tramontana                            | 4-3 dopo spareggio                    | San Francesco                         | Delfini                               | 1'42"                                 |
| 2010        | Tramontana                            | 4-3 dopo spareggio                    | San Michele                           | Leoni                                 | 0'57"                                 |
| 2010        | Tramontana                            | 4-3 dopo spareggio                    | Santa Maria                           | Dragoni                               | 0'11"                                 |
| 2010        | Tramontana                            | 4-3 dopo spareggio                    | Tramontana                            | Mezzogiorno                           | 9'01"                                 |
| 2009        | Tramontana                            | 4-2                                   | Satiri                                | Dragoni                               | 9'35"                                 |
| 2009        | Tramontana                            | 4-2                                   | San Michele                           | Sant'Antonio                          | 4'58"                                 |
| 2009        | Tramontana                            | 4-2                                   | Mattaccini                            | Delfini                               | 0'38"                                 |
| 2009        | Tramontana                            | 4-2                                   | Santa Maria under 25                  | Leoni under 25                        | 3'15"                                 |
| 2009        | Tramontana                            | 4-2                                   | San Francesco                         | San Marco                             | 4'30"                                 |
| 2009        | Tramontana                            | 4-2                                   | Calci                                 | San Martino                           | 5'00"                                 |
| 2008        | Tramontana                            | 5-1                                   | Mattaccini                            | Dragoni                               |                                       |
| 2008        | Tramontana                            | 5-1                                   | San Michele                           | San Martino                           |                                       |
| 2008        | Tramontana                            | 5-1                                   | Santa Maria                           | Delfini                               |                                       |
| 2008        | Tramontana                            | 5-1                                   | Satiri under 25                       | Leoni under 25                        |                                       |
| 2008        | Tramontana                            | 5-1                                   | Calci                                 | Sant'Antonio                          |                                       |
| 2008        | Tramontana                            | 5-1                                   | San Francesco                         | San Marco                             |                                       |
| 2007        | Tramontana                            | 2-1 dopo spareggio                    | Tramontana                            | Mezzogiorno                           |                                       |
| 2007        | Tramontana                            | 2-1 dopo spareggio                    | Tramontana                            | Mezzogiorno                           |                                       |
| 2007        | Tramontana                            | 2-1 dopo spareggio                    | Tramontana                            | Mezzogiorno                           |                                       |
| 2006        | Tramontana                            | 2-1 dopo spareggio                    | Tramontana                            | Mezzogiorno                           | 0'57"                                 |
| 2006        | Tramontana                            | 2-1 dopo spareggio                    | Tramontana                            | Mezzogiorno                           | 5'49"                                 |
| 2006        | Tramontana                            | 2-1 dopo spareggio                    | Tramontana                            | Mezzogiorno                           |                                       |
| 2005        | Edizione non disputata                | Edizione non disputata                | Edizione non disputata                | Edizione non disputata                | Edizione non disputata                |
| 2004        | Tramontana                            | 3-2                                   | Santa Maria                           | Delfini                               |                                       |
| 2004        | Tramontana                            | 3-2                                   | Mattaccini                            | Dragoni e Leoni                       |                                       |
| 2004        | Tramontana                            | 3-2                                   | Calci                                 | Sant'Antonio                          |                                       |
| 2004        | Tramontana                            | 3-2                                   | San Michele                           | San Martino                           |                                       |
| 2004        | Tramontana                            | 3-2                                   | San Francesco e Satiri                | San Marco                             |                                       |
| 2003        | Tramontana                            | 3-0                                   | San Francesco e Satiri                | Sant'Antonio e Delfini                |                                       |
| 2003        | Tramontana                            | 3-0                                   | San Michele e Calci                   | San Martino e Dragoni                 |                                       |
| 2003        | Tramontana                            | 3-0                                   | Mattaccini e Santa Maria              | San Marco e Leoni                     |                                       |
| 2002        | Tramontana                            | 3-0                                   | Satiri e Mattaccini                   | Sant'Antonio e San Martino            |                                       |
| 2002        | Tramontana                            | 3-0                                   | San Francesco e Santa Maria           | Delfini e Leoni                       |                                       |
| 2002        | Tramontana                            | 3-0                                   | San Michele e Calci                   | San Marco e Dragoni                   |                                       |
| 2001        | Tramontana                            | 3-2                                   | Santa Maria                           | Sant'Antonio                          | 9'01"                                 |
| 2001        | Tramontana                            | 3-2                                   | Satiri e Mattaccini                   | San Martino e Leoni                   | 6'33"                                 |
| 2001        | Tramontana                            | 3-2                                   | Calci                                 | Dragoni                               | 1'57"                                 |
| 2001        | Tramontana                            | 3-2                                   | San Francesco                         | San Marco                             |                                       |
| 2001        | Tramontana                            | 3-2                                   | San Michele                           | Delfini                               |                                       |
| 2000        | -                                     | 3-3                                   | Calci                                 | San Marco                             | 11'25"                                |
| 2000        | -                                     | 3-3                                   | San Francesco                         | Sant'Antonio                          | 2'29"                                 |
| 2000        | -                                     | 3-3                                   | Satiri                                | Dragoni                               | 3'09"                                 |
| 2000        | -                                     | 3-3                                   | Mattaccini                            | San Martino                           | 2'15"                                 |
| 2000        | -                                     | 3-3                                   | San Michele                           | Delfini                               | 10'53"                                |
| 2000        | -                                     | 3-3                                   | Santa Maria                           | Leoni                                 | 1'22"                                 |
| 1999        | Tramontana                            | 5-1                                   | Calci                                 | Leoni                                 | 7'40"                                 |
| 1999        | Tramontana                            | 5-1                                   | San Michele                           | Delfini                               | 5'20"                                 |
| 1999        | Tramontana                            | 5-1                                   | Santa Maria                           | San Marco                             | 1'37"                                 |
| 1999        | Tramontana                            | 5-1                                   | Satiri                                | San Martino                           | 4'27"                                 |
| 1999        | Tramontana                            | 5-1                                   | Mattaccini                            | Dragoni                               |                                       |
| 1999        | Tramontana                            | 5-1                                   | San Francesco                         | Sant'Antonio                          | 8'10"                                 |
| 1998        | Mezzogiorno                           | 4-2                                   | Mattaccini                            | San Marco                             | 6'34"                                 |
| 1998        | Mezzogiorno                           | 4-2                                   | San Michele                           | Leoni                                 | 1'49"                                 |
| 1998        | Mezzogiorno                           | 4-2                                   | Santa Maria                           | San Martino                           | 7'34"                                 |
| 1998        | Mezzogiorno                           | 4-2                                   | San Francesco                         | Dragoni                               | 1'16"                                 |
| 1998        | Mezzogiorno                           | 4-2                                   | Calci                                 | Sant'Antonio                          | 0'13"                                 |
| 1998        | Mezzogiorno                           | 4-2                                   | Satiri                                | Delfini                               | 1'07"                                 |
| 1997        | -                                     | 3-3                                   | Satiri                                | San Marco                             | 8'19"                                 |
| 1997        | -                                     | 3-3                                   | Mattaccini                            | Sant'Antonio                          | 7'45"                                 |
| 1997        | -                                     | 3-3                                   | Calci                                 | Dragoni                               | 2'25"                                 |
| 1997        | -                                     | 3-3                                   | San Michele                           | Delfini                               | 7'51"                                 |
| 1997        | -                                     | 3-3                                   | San Francesco                         | Leoni                                 | 8'38"                                 |
| 1997        | -                                     | 3-3                                   | Santa Maria                           | San Martino                           | 7'41"                                 |
| 1996        | Mezzogiorno                           | 4-3 dopo spareggio                    | Santa Maria                           | Delfini                               | 4'33"                                 |
| 1996        | Mezzogiorno                           | 4-3 dopo spareggio                    | Mattaccini                            | San Marco                             |                                       |
| 1996        | Mezzogiorno                           | 4-3 dopo spareggio                    | San Francesco                         | San Martino                           | 7'03"                                 |
| 1996        | Mezzogiorno                           | 4-3 dopo spareggio                    | Calci                                 | Leoni                                 | 1'46"                                 |
| 1996        | Mezzogiorno                           | 4-3 dopo spareggio                    | San Michele                           | Sant'Antonio                          | 8'45"                                 |
| 1996        | Mezzogiorno                           | 4-3 dopo spareggio                    | Satiri                                | Dragoni                               | 2'59"                                 |
| 1995        | Tramontana                            | 4-2                                   | Santa Maria                           | Dragoni                               | 2'22"                                 |
| 1995        | Tramontana                            | 4-2                                   | Mattaccini                            | San Martino                           | 2'15"                                 |
| 1995        | Tramontana                            | 4-2                                   | Calci                                 | Delfini                               |                                       |
| 1995        | Tramontana                            | 4-2                                   | Satiri                                | San Marco                             | 1'38"                                 |
| 1995        | Tramontana                            | 4-2                                   | San Michele                           | Leoni                                 | 6'59"                                 |
| 1995        | Tramontana                            | 4-2                                   | San Francesco                         | Sant'Antonio                          | 6'33"                                 |
| 1994        | Mezzogiorno                           | 4-2                                   | Mattaccini                            | Leoni                                 | 7'04"                                 |
| 1994        | Mezzogiorno                           | 4-2                                   | San Francesco                         | San Marco                             | 8'16"                                 |
| 1994        | Mezzogiorno                           | 4-2                                   | Calci                                 | Dragoni                               | 11'46"                                |
| 1994        | Mezzogiorno                           | 4-2                                   | Satiri                                | Sant'Antonio                          | 2'48"                                 |
| 1994        | Mezzogiorno                           | 4-2                                   | Santa Maria                           | Delfini                               | 9'25"                                 |
| 1994        | Mezzogiorno                           | 4-2                                   | San Michele                           | San Martino                           | 0'49"                                 |
| 1993        | Tramontana                            | 4-3 dopo spareggio                    | Calci                                 | Leoni                                 | 6'51"                                 |
| 1993        | Tramontana                            | 4-3 dopo spareggio                    | Mattaccini                            | Dragoni                               | 9'04"                                 |
| 1993        | Tramontana                            | 4-3 dopo spareggio                    | Santa Maria                           | San Martino                           | 0'19"                                 |
| 1993        | Tramontana                            | 4-3 dopo spareggio                    | Satiri                                | San Marco                             | 1'50"                                 |
| 1993        | Tramontana                            | 4-3 dopo spareggio                    | San Michele                           | Delfini                               | 9'32"                                 |
| 1993        | Tramontana                            | 4-3 dopo spareggio                    | San Francesco                         | Sant'Antonio                          | 3'45"                                 |
| 1992        | Tramontana                            | 5-1                                   | San Francesco                         | Dragoni                               | 1'44"                                 |
| 1992        | Tramontana                            | 5-1                                   | Calci                                 | San Martino                           | 1'59"                                 |
| 1992        | Tramontana                            | 5-1                                   | San Michele                           | Delfini                               | 22'25"                                |
| 1992        | Tramontana                            | 5-1                                   | Satiri                                | Sant'Antonio                          | 3'34"                                 |
| 1992        | Tramontana                            | 5-1                                   | Santa Maria                           | Leoni                                 | 12'09"                                |
| 1992        | Tramontana                            | 5-1                                   | Mattaccini                            | San Marco                             |                                       |
| 1991        | Tramontana                            | 4-3 dopo spareggio                    | Mattaccini                            | San Martino                           |                                       |
| 1991        | Tramontana                            | 4-3 dopo spareggio                    | Santa Maria                           | Leoni                                 | 1'38"                                 |
| 1991        | Tramontana                            | 4-3 dopo spareggio                    | San Michele                           | San Marco                             | 5'57"                                 |
| 1991        | Tramontana                            | 4-3 dopo spareggio                    | Satiri                                | Dragoni                               | 4'21"                                 |
| 1991        | Tramontana                            | 4-3 dopo spareggio                    | Calci                                 | Delfini                               | 7'31"                                 |
| 1991        | Tramontana                            | 4-3 dopo spareggio                    | San Francesco                         | Sant'Antonio                          | 2'29"                                 |
| 1990        | Mezzogiorno                           | 4-3 dopo spareggio                    | San Francesco                         | Sant'Antonio                          |                                       |
| 1990        | Mezzogiorno                           | 4-3 dopo spareggio                    | Santa Maria                           | San Marco                             |                                       |
| 1990        | Mezzogiorno                           | 4-3 dopo spareggio                    | San Michele                           | Dragoni                               | 5'01"                                 |
| 1990        | Mezzogiorno                           | 4-3 dopo spareggio                    | Mattaccini                            | San Martino                           |                                       |
| 1990        | Mezzogiorno                           | 4-3 dopo spareggio                    | Satiri                                | Delfini                               | 0'12"                                 |
| 1990        | Mezzogiorno                           | 4-3 dopo spareggio                    | Calci                                 | Leoni                                 |                                       |
| 1989        | Mezzogiorno                           | 4-2                                   | San Michele                           | San Martino                           | 5'50"                                 |
| 1989        | Mezzogiorno                           | 4-2                                   | Satiri                                | Leoni                                 | 2'15"                                 |
| 1989        | Mezzogiorno                           | 4-2                                   | San Francesco                         | Delfini                               | 11'23"                                |
| 1989        | Mezzogiorno                           | 4-2                                   | Calci                                 | Sant'Antonio                          | 3'25"                                 |
| 1989        | Mezzogiorno                           | 4-2                                   | Santa Maria                           | Dragoni                               | 14'02"                                |
| 1989        | Mezzogiorno                           | 4-2                                   | Mattaccini                            | San Marco                             | 0'44"                                 |
| 1988        | Mezzogiorno                           | 4-3 dopo spareggio                    | Mattaccini                            | Sant'Antonio                          | 19'34"                                |
| 1988        | Mezzogiorno                           | 4-3 dopo spareggio                    | Satiri                                | San Martino                           | 0'15"                                 |
| 1988        | Mezzogiorno                           | 4-3 dopo spareggio                    | Santa Maria                           | Delfini                               | 0'12"                                 |
| 1988        | Mezzogiorno                           | 4-3 dopo spareggio                    | Calci                                 | Dragoni                               | 0'28"                                 |
| 1988        | Mezzogiorno                           | 4-3 dopo spareggio                    | San Michele                           | San Marco                             | 18'36"                                |
| 1988        | Mezzogiorno                           | 4-3 dopo spareggio                    | San Francesco                         | Leoni                                 |                                       |
| 1987        | Mezzogiorno                           | 6-0                                   | San Francesco                         | San Marco                             | 15'06"                                |
| 1987        | Mezzogiorno                           | 6-0                                   | Mattaccini                            | San Martino                           | 3'00'                                 |
| 1987        | Mezzogiorno                           | 6-0                                   | Santa Maria                           | Delfini                               | 0'33"                                 |
| 1987        | Mezzogiorno                           | 6-0                                   | San Michele                           | Dragoni                               | 14'02"                                |
| 1987        | Mezzogiorno                           | 6-0                                   | Calci                                 | Sant'Antonio                          | 3'56"                                 |
| 1987        | Mezzogiorno                           | 6-0                                   | Satiri                                | Leoni                                 | 1'34"                                 |
| 1986        | Mezzogiorno                           | 4-3 dopo spareggio                    | San Francesco                         | San Martino                           |                                       |
| 1986        | Mezzogiorno                           | 4-3 dopo spareggio                    | Satiri                                | Delfini                               |                                       |
| 1986        | Mezzogiorno                           | 4-3 dopo spareggio                    | Calci                                 | Dragoni                               |                                       |
| 1986        | Mezzogiorno                           | 4-3 dopo spareggio                    | Mattaccini                            | Sant'Antonio                          |                                       |
| 1986        | Mezzogiorno                           | 4-3 dopo spareggio                    | Santa Maria                           | Leoni                                 |                                       |
| 1986        | Mezzogiorno                           | 4-3 dopo spareggio                    | San Michele                           | San Marco                             |                                       |
| 1985        | Tramontana                            | 6-0                                   | Satiri                                | San Marco                             |                                       |
| 1985        | Tramontana                            | 6-0                                   | San Francesco                         | Dragoni                               |                                       |
| 1985        | Tramontana                            | 6-0                                   | San Michele                           | Sant'Antonio                          |                                       |
| 1985        | Tramontana                            | 6-0                                   | Calci                                 | Leoni                                 |                                       |
| 1985        | Tramontana                            | 6-0                                   | Mattaccini                            | Delfini                               |                                       |
| 1985        | Tramontana                            | 6-0                                   | Santa Maria                           | San Martino                           |                                       |
| 1984        | Tramontana                            | 5-1                                   | Satiri                                | San Martino                           |                                       |
| 1984        | Tramontana                            | 5-1                                   | San Francesco                         | Sant'Antonio                          |                                       |
| 1984        | Tramontana                            | 5-1                                   | San Michele                           | Delfini                               |                                       |
| 1984        | Tramontana                            | 5-1                                   | Santa Maria                           | Leoni                                 |                                       |
| 1984        | Tramontana                            | 5-1                                   | Mattaccini                            | Dragoni                               |                                       |
| 1984        | Tramontana                            | 5-1                                   | Calci                                 | San Marco                             |                                       |
| 1983        | Mezzogiorno                           | 4-2                                   | San Francesco                         | Leoni                                 |                                       |
| 1983        | Mezzogiorno                           | 4-2                                   | Mattaccini                            | Sant'Antonio                          |                                       |
| 1983        | Mezzogiorno                           | 4-2                                   | Satiri                                | San Marco                             |                                       |
| 1983        | Mezzogiorno                           | 4-2                                   | Santa Maria                           | San Martino                           |                                       |
| 1983        | Mezzogiorno                           | 4-2                                   | San Michele                           | Dragoni                               |                                       |
| 1983        | Mezzogiorno                           | 4-2                                   | Calci                                 | Delfini                               |                                       |
| 1982        | Tramontana                            | 4-1                                   | Calci                                 | Leoni                                 |                                       |
| 1982        | Tramontana                            | 4-1                                   | Mattaccini                            | San Martino                           |                                       |
| 1982        | Tramontana                            | 4-1                                   | Satiri                                | Sant'Antonio                          |                                       |
| 1982        | Tramontana                            | 4-1                                   | San Francesco                         | San Marco                             |                                       |
| 1982        | Tramontana                            | 4-1                                   | San Michele                           | Delfini                               |                                       |
| 1982        | Tramontana                            | 4-1                                   | Santa Maria                           | Dragoni                               | n.d.                                  |
| 1964-1981   | Edizioni non disputate                | Edizioni non disputate                | Edizioni non disputate                | Edizioni non disputate                | Edizioni non disputate                |
| 1963        | Tramontana                            | 4-1                                   | Porta a Lucca                         | Porta Fiorentina                      |                                       |
| 1963        | Tramontana                            | 4-1                                   | San Michele                           | Marina                                |                                       |
| 1963        | Tramontana                            | 4-1                                   | Santa Maria                           | San Martino                           |                                       |
| 1963        | Tramontana                            | 4-1                                   | San Francesco                         | San Marco                             |                                       |
| 1963        | Tramontana                            | 4-1                                   | Porta Nuova                           | Sant'Antonio                          |                                       |
| 1962        | Tramontana                            | 5-0                                   | Porta a Lucca                         | Porta Fiorentina                      |                                       |
| 1962        | Tramontana                            | 5-0                                   | San Francesco                         | San Martino                           |                                       |
| 1962        | Tramontana                            | 5-0                                   | Porta Nuova                           | Sant'Antonio                          |                                       |
| 1962        | Tramontana                            | 5-0                                   | Santa Maria                           | Marina                                |                                       |
| 1962        | Tramontana                            | 5-0                                   | San Michele                           | San Marco                             |                                       |
| 1961        | Tramontana                            | 5-0                                   | San Michele                           | Sant'Antonio                          |                                       |
| 1961        | Tramontana                            | 5-0                                   | Santa Maria                           | San Martino                           |                                       |
| 1961        | Tramontana                            | 5-0                                   | Porta Nuova                           | San Marco                             |                                       |
| 1961        | Tramontana                            | 5-0                                   | San Francesco                         | Marina                                |                                       |
| 1961        | Tramontana                            | 5-0                                   | Porta a Lucca                         | Porta Fiorentina                      |                                       |
| 1960        | Tramontana                            | 3-2                                   | Porta Nuova                           | San Marco                             |                                       |
| 1960        | Tramontana                            | 3-2                                   | San Francesco                         | San Martino                           |                                       |
| 1960        | Tramontana                            | 3-2                                   | Santa Maria                           | Marina                                |                                       |
| 1960        | Tramontana                            | 3-2                                   | Porta a Lucca                         | Porta Fiorentina                      |                                       |
| 1960        | Tramontana                            | 3-2                                   | San Michele                           | Sant'Antonio                          |                                       |
| 1959        | Tramontana                            | 3-2                                   | Porta a Lucca                         | Sant'Antonio                          |                                       |
| 1959        | Tramontana                            | 3-2                                   | Porta Nuova                           | San Martino                           |                                       |
| 1959        | Tramontana                            | 3-2                                   | Santa Maria                           | San Marco                             |                                       |
| 1959        | Tramontana                            | 3-2                                   | San Francesco                         | Porta Fiorentina                      |                                       |
| 1959        | Tramontana                            | 3-2                                   | San Michele                           | Marina                                |                                       |
| 1958        | Mezzogiorno                           | 4-1                                   | Santa Maria                           | San Martino                           |                                       |
| 1958        | Mezzogiorno                           | 4-1                                   | Porta a Lucca                         | San Marco                             |                                       |
| 1958        | Mezzogiorno                           | 4-1                                   | Porta Nuova                           | Sant'Antonio                          |                                       |
| 1958        | Mezzogiorno                           | 4-1                                   | San Michele                           | Marina                                |                                       |
| 1958        | Mezzogiorno                           | 4-1                                   | San Francesco                         | Porta Fiorentina                      |                                       |
| 1957        | Mezzogiorno                           | 3-2                                   | San Francesco                         | San Martino                           |                                       |
| 1957        | Mezzogiorno                           | 3-2                                   | Porta a Lucca                         | San Marco                             |                                       |
| 1957        | Mezzogiorno                           | 3-2                                   | Santa Maria                           | Sant'Antonio                          |                                       |
| 1957        | Mezzogiorno                           | 3-2                                   | San Michele                           | Marina                                |                                       |
| 1957        | Mezzogiorno                           | 3-2                                   | Porta Nuova                           | Porta Fiorentina                      |                                       |
| 1956        | Mezzogiorno                           | 3-2                                   | Santa Maria                           | San Martino                           |                                       |
| 1956        | Mezzogiorno                           | 3-2                                   | Porta Nuova                           | Sant'Antonio                          |                                       |
| 1956        | Mezzogiorno                           | 3-2                                   | Porta a Lucca                         | Marina                                |                                       |
| 1956        | Mezzogiorno                           | 3-2                                   | San Francesco                         | San Marco                             |                                       |
| 1956        | Mezzogiorno                           | 3-2                                   | San Michele                           | Porta Fiorentina                      |                                       |
| 1955        | Tramontana                            | 3-2                                   | Porta Nuova                           | Marina                                |                                       |
| 1955        | Tramontana                            | 3-2                                   | Santa Maria                           | Porta Fiorentina                      |                                       |
| 1955        | Tramontana                            | 3-2                                   | San Francesco                         | San Marco                             |                                       |
| 1955        | Tramontana                            | 3-2                                   | San Michele                           | Sant'Antonio                          |                                       |
| 1955        | Tramontana                            | 3-2                                   | Porta a Lucca                         | San Martino                           |                                       |
| 1954        | Mezzogiorno                           | 3-2                                   | Porta Nuova                           | San Martino                           |                                       |
| 1954        | Mezzogiorno                           | 3-2                                   | San Francesco                         | Marina                                |                                       |
| 1954        | Mezzogiorno                           | 3-2                                   | Santa Maria                           | San Marco                             |                                       |
| 1954        | Mezzogiorno                           | 3-2                                   | Porta a Lucca                         | Sant'Antonio                          |                                       |
| 1954        | Mezzogiorno                           | 3-2                                   | San Michele                           | Porta Fiorentina                      |                                       |
| 1953        | Mezzogiorno                           | 3-1                                   | Santa Maria                           | San Martino                           |                                       |
| 1953        | Mezzogiorno                           | 3-1                                   | Porta a Lucca                         | Marina                                |                                       |
| 1953        | Mezzogiorno                           | 3-1                                   | Porta Nuova                           | San Marco                             |                                       |
| 1953        | Mezzogiorno                           | 3-1                                   | San Francesco                         | Sant'Antonio                          |                                       |
| 1953        | Mezzogiorno                           | 3-1                                   | San Michele                           | Porta Fiorentina                      |                                       |
| 1952        | Tramontana                            | 3-2                                   | Porta Nuova                           | San Marco                             |                                       |
| 1952        | Tramontana                            | 3-2                                   | San Francesco                         | Sant'Antonio                          |                                       |
| 1952        | Tramontana                            | 3-2                                   | Santa Maria                           | San Martino                           |                                       |
| 1952        | Tramontana                            | 3-2                                   | San Michele                           | Marina                                |                                       |
| 1952        | Tramontana                            | 3-2                                   | Porta a Lucca                         | Porta Fiorentina                      |                                       |
| 1951        | Tramontana                            | 3-2                                   | Porta Nuova                           | San Marco                             |                                       |
| 1951        | Tramontana                            | 3-2                                   | San Francesco                         | Sant'Antonio                          |                                       |
| 1951        | Tramontana                            | 3-2                                   | Santa Maria                           | San Martino                           |                                       |
| 1951        | Tramontana                            | 3-2                                   | San Michele                           | Marina                                |                                       |
| 1951        | Tramontana                            | 3-2                                   | Porta a Lucca                         | Porta Fiorentina                      |                                       |
| 1950        | Mezzogiorno                           | 3-2                                   | San Francesco                         | San Martino                           |                                       |
| 1950        | Mezzogiorno                           | 3-2                                   | Porta Nuova                           | Porta Fiorentina                      |                                       |
| 1950        | Mezzogiorno                           | 3-2                                   | Santa Maria                           | Sant'Antonio                          |                                       |
| 1950        | Mezzogiorno                           | 3-2                                   | San Michele                           | Marina                                |                                       |
| 1950        | Mezzogiorno                           | 3-2                                   | Porta a Lucca                         | San Marco                             |                                       |
| 1939 - 1947 | Gioco sospeso                         | Gioco sospeso                         | Gioco sospeso                         | Gioco sospeso                         | Gioco sospeso                         |
| 1938        | Mezzogiorno                           |                                       |                                       |                                       |                                       |
| 1936/37     | Pace                                  | Pace                                  | Pace                                  | Pace                                  | Pace                                  |
| 1935        | Tramontana                            |                                       |                                       |                                       |                                       |